# Bataille des Issers
Guerre entre régence d'Alger et les Kabyles
Batailles
- Bataille des Issers (1519)
- Prise d'Alger (1520)
- Bataille de la Kalâa des Beni Abbès (1553)
- Bataille de M'Sila (1554)
- Bataille de la Kalâa des Beni Abbès (1559)
- Siège de la Kalâa des Beni Abbès (1590)
- Siège d'Alger (1598)
- Bataille de Guidjel (1638)
- Bataille de Aït Aïssi (1745)
- Bataille des Zouaoua (1746)
- Bataille des Aït Irathen (1754)
- Insurrection de Kabylie (1756)
- Bataille de Draâ El Mizan (1767)
- Bataille de Draâ El Mizan (1768)

La bataille des Issers a eu lieu à l'ouest de la Kabylie au début de l'année 1519 ; elle oppose la régence d'Alger, dirigée par Khayr ad-Din Barberousse, aux troupes du sultan Hafside Moulay Mohamed, et de son allié, le sultan local de Koukou, Ahmed Belkadi.

## Contexte
L'établissement de l'État d'Alger des frères Barberousses : la régence d'Alger se fait territorialement aux dépens des Hafsides de Tunis, notamment dans l'est algérien. Ces derniers, commandés par Moulay Mohamed, décident alors d'envoyer une expédition sur Alger, s'étant assuré le soutien d'un sultan local en Kabylie, Ahmed Belkadi, ancien dignitaire au service des anciens princes Hafsides locaux (les émirs de Béjaïa et de Constantine), mais aussi allié de Arudj Barberousse avec qui il combattra les visées Espagnoles, notamment lors du siège de Béjaïa, est décidé, à la suite de la trahison de Kheirredine, avec le soutien hafside, de leur prendre Alger,,.

## Déroulement
Les armées de la régence et des Hafsides, se rencontrent dans un défilé étroit. Les troupes de Belkadi prennent alors à revers l'armée de la régence et lui infligent de lourdes pertes. Selon certaines sources, Belkadi aurait dans un premier temps formulé à Kheirredine son intention de participer à cette bataille en tant qu'allié et l'aurait trahi en l'amenant au défilé étroit (endroit convenu avec les Hafsides) pour le surprendre par l'arrière. La bataille est décrite comme sanglante.

## Conséquence
La lourde défaite de Khayr ad-Din Barberousse renforce le prestige local de Belkadi. Il s'empare d'Alger l'année suivante, et de la Mitidja : soit les villes de Blida, Médéa, Teniel el Had et Miliana. Kara Hasan, ancien agha de Kheirredine, conclut un accord avec Belkadi, s'établit à Cherchell et règne sur l'ouest du littoral de Tipaza à Cherchell. 
Kheirredine doit se retirer pour sept ans à Jijel et laisser Belkadi gouverner Alger. Ce dernier est alors dans les faits roi de Koukou et d'Alger pour sept ans (1520-1527). Cependant Kheireddine va s'approcher d'un autre prince Kabyle local, le sultan des Beni Abbès pour conforter ses positions dans l'est algérien durant cette période et contrer les Belkadi et les Hafsides.